# Las Rebolledas
Las Rebolledas es una localidad situada en la provincia de Burgos, comunidad autónoma de Castilla y León (España), comarca de Alfoz de Burgos, ayuntamiento de Valle de Santibáñez.

## Datos generales
En 2006 contaba con 20 habitantes.  Situado a 8 km al este de la capital del municipio, Santibáñez-Zarzaguda, en la carretera local que comunica Mansilla, en la BU-622, con Quintanaortuño, en la N-623 atravesando Celadilla-Sotobrín. En el valle formado por el Arroyo de las Rebolledas afluente del río Úrbel. Linda al este con la Merindad de Río Ubierna y al sur con el alfoz de Quintanadueñas.

## Situación administrativa
Entidad Local Menor cuyo alcalde pedáneo es Santiago Gómez Miguel.

## Historia
Lugar que formaba parte de la Jurisdicción de Haza de Siero en del Partido de Castrojeriz, uno de los catorce que formaban la Intendencia de Burgos, durante el periodo comprendido entre 1785 y 1833, en el Censo de Floridablanca de 1787, jurisdicción de realengo con regidor pedáneo.
Antiguo municipio de Castilla la Vieja en el Partido de Burgos código INE-09305. 
En el censo de la matrícula catastral contaba con 42 hogares y 69 vecinos y se denominaba Las Rebolledas.
Entre el censo de 1981 y el anterior, este municipio desaparece porque se agrupa en el municipio de Valle de Santibáñez, con 15 hogares y 43 vecinos.

## Demografía
| Gráfica de evolución demográfica de Las Rebolledas entre 1842 y 1970 |
| |
| Población de derecho según los censos de población del INE. Población de hecho según los censos de población del INE.En este censo se denominaba Las Revolledas: 1842. Entre el censo de 1981 y el anterior, este municipio desaparece porque se agrupa en el municipio Valle de Santibáñez. |

## Parroquia
La iglesia actual data del siglo XVIII y cuenta con un cementerio a las afueras del pueblo.